# Petar Konjović
Petar Konjović (serb. Петар Коњовић; ur. 5 maja 1883 w Čurugu, zm. 1 października 1970 w Belgradzie) – jugosłowiański i serbski kompozytor.

## Życiorys
Ukończył seminarium nauczycielskie w Somborze, następnie studiował w Konserwatorium Praskim u Vítězslava Nováka i Karela Steckera. Po powrocie do kraju działał w latach 1906–1914 jako nauczyciel muzyki i dyrygent chórów w Belgradzie i Zemuniu. Od 1921 do 1926 roku pełnił funkcję dyrektora i dyrygenta opery w Zagrzebiu. W latach 1927–1933 kierował teatrami w Osijeku, Splicie i Nowym Sadzie. Od 1933 do 1939 roku był dyrygentem Teatru Narodowego w Zagrzebiu. W latach 1939–1950 wykładał kompozycję w Akademii Muzycznej w Belgradzie, dwukrotnie (1939–1943 i 1945–1947) pełnił funkcję jej rektora. Od 1946 roku był członkiem Belgradzkiej Akademii Sztuk.

## Twórczość
Był współtwórcą serbskiej szkoły narodowej w muzyce. W swoich utworach wykorzystywał elementy serbskiego folkloru muzycznego, które łączył ze stylistyką neoromantyczną i impresjonistyczną. Zasłynął przede wszystkim jako twórca oper, cechujących się bogatą melodyką i ekspresyjnymi recytatywami odzwierciedlającymi rytmikę mowy. Pisał też pieśni i utwory chóralne nawiązujące do serbskich pieśni ludowych.

## Wybrane kompozycje
(na podstawie materiałów źródłowych)

### Utwory orkiestrowe
- poemat symfoniczny Serbia liberata (1906)
- Symfonia c-moll (1907)
- wariacje symfoniczne Na selu (1915, zrewid. 1935)
- Jadranski capriccio na skrzypce i orkiestrę (1920)
- poemat symfoniczny Makar Cudra (1944)

### Utwory kameralne
- Psalm na skrzypce i fortepian (1920)
- Sonata na skrzypce i fortepian (1944)
- 2 kwartety smyczkowe (I d-moll, II f-moll 1953)
- suita koncertująca Sen letnje noči na kwintet instrumentów dętych (1966)

### Opery
- Ženidba Miloševa, znana też pt. Velin veo (wyst. Zagrzeb 1917)
- Knez od Zete (wyst. Belgrad 1929)
- Koštana (wyst. Zagrzeb 1931)
- Sel jaci (wyst. Belgrad 1952)
- Otadžbina (1960)